# Megísties
Megísties o Megístias (en grec antic: Μεγιστίας, Megistías) va ser un cèlebre herald i endeví nadiu d'Acarnània que deia ser descendent de Melamp. Va viure als segles VI-V aC.
Claudi Elià el cita, juntament amb Silà d'Ambràcia i Euclides de Flüunt, com un dels «impressionants experts» a interpretar els significats de les posicions de les vísceres.
Megisties va formar part del grup que, conduït per Leònides I d'Esparta, va esperar els perses a la batalla de les Termòpiles (480 aC). La primera notícia de la proximitat dels enemics la va donar Megisties, que estava observant les entranyes d'unes víctimes sacrificades i va anunciar que quan sortís el sol els esperava la mort. Quan el rei espartà va acomiadar-se dels seus aliats poc abans de l'enfrontament, va voler que Megisties tornés a Esparta perquè no morís allí. Però va restar al seu lloc dient que havia estat enviat com a combatent i no com a missatger. Va fer marxar al seu únic fill, també combatent. Va morir en la batalla, i després se li va erigir un monument per honorar-lo. Heròdot diu que el seu amic, el poeta Simònides de Ceos li va redactar l'epitafi. Filòstrat el cita, juntament amb Aristandre de Telmessos, com un dels millors endevins en l'art de llegir les vísceres, i declara la seva admiració per l'endeví, perquè, tot i saber que havia de morir, es va quedar amb els seus companya a defensar el lloc. Plutarc esmenta la mateixa història, però dona al protagonista el nom de Temistees.